# Apanteles prosymna
Apanteles prosymna är en stekelart som beskrevs av Nixon 1965. Apanteles prosymna ingår i släktet Apanteles och familjen bracksteklar. Inga underarter finns listade i Catalogue of Life.